# Irish League 1893-1894
L'Irish League 1893-1894 è stata la 4ª edizione della prima divisione del campionato nordirlandese di calcio.
Il campionato era formato da sei squadre e il Glentoran vinse il titolo.

## Classifica finale
| Pos. | Squadra      | G  | V | N | P | GF | GS | Punti |
| ---- | ------------ | -- | - | - | - | -- | -- | ----- |
| 1    | Glentoran    | 10 | 8 | 0 | 2 | 31 | 10 | 16    |
| 2    | Linfield     | 10 | 6 | 2 | 2 | 36 | 15 | 14    |
| 3    | Cliftonville | 10 | 4 | 2 | 4 | 22 | 25 | 10    |
| 4    | Distillery   | 10 | 4 | 1 | 5 | 23 | 24 | 9     |
| 5    | Ulster       | 10 | 4 | 0 | 6 | 24 | 33 | 8     |
| 6    | Ligoneil     | 10 | 1 | 1 | 8 | 10 | 39 | 3     |

G = Partite giocate; V = Vittorie; N = Nulle/Pareggi; P = Perse; GF = Goal fatti; GS = Goal subiti; 